# Adamówek (Żyrardów)
Pour les articles homonymes, voir Adamówek.
Adamówek (prononciation : [adaˈmuvɛk]) est un village polonais de la gmina de Mszczonów dans le powiat de Żyrardów de la voïvodie de Mazovie dans le centre-est de la Pologne.
Il se situe à environ 5 kilomètres au sud de Mszczonów (siège de la gmina), 15 kilomètres au sud-est de Żyrardów (siège du powiat) et à 45 kilomètres au sud-ouest de Varsovie (capitale de la Pologne).

## Histoire
De 1975 à 1998, le village appartenait administrativement à la voïvodie de Skierniewice.